# Zuru (Nigèria)
Zuru és una Àrea de Govern Local (LGA) de l'estat de Kebbi, a Nigèria. La seva seu és la ciutat de Zuru. És també la seu de l'emirat de Zuru si bé l'emirat comprèn territoris en quatre àrees de govern local (Danko-Wasagu, Fakai, Sakaba i Zuru)
L'àrea (LGA) és de 653 km² i té una població de 165.547 habitants segons el cens del 2006.